# Melanie Chisholm
Melanie Jayne Chisholm (Liverpool, 12 de enero de 1974) es una cantante y compositora británica. Conocida artísticamente como Melanie C, Mel C y Sporty Spice, saltó a la fama como miembro de las Spice Girls. Lleva vendidos 30 millones de discos mundialmente en su etapa solista y más de 145 millones con las Spice Girls. Es la artista solista independiente más vendida en la historia de la música con 12,5 millones de copias vendidas en 2005 bajo su propio sello discográfico.
En su carrera en solitario ha editado ocho álbumes de estudio y varios sencillos. Posee el récord de mayor cantidad de sencillos posicionados n.° 1 en Inglaterra en lo que respecta a artistas femeninas debido a sus éxitos con las Spice Girls sumado a sus trabajos como solista. Igualada con Madonna, ambas con 11 N.º 1 en UK.
Se ubica también en la tercera posición entre los artistas británicos que mayor cantidad de sencillos han coescrito, solo detrás de John Lennon y Paul McCartney. Es además la única artista femenina en alcanzar el n.° 1 de Inglaterra como parte de un quinteto, un cuarteto, hacer un dúo y en solitario. 

## Biografía
Chisholm nació en Liverpool, Inglaterra, el 12 de enero de 1974. Más tarde se mudó a Widnes, (Cheshire), donde pasó su adolescencia desde los 8 hasta los 16 años. Desde pequeña soñaba con convertirse en una estrella y comenzó a tomar clases de danza a la corta edad de 3 años, e incluso aprendió a preparar sus propias coreografías.
A los 16 años consiguió realizar uno de sus sueños, ganando una beca para el instituto de danza The Doreen Bird Dance School de Inglaterra. El papel de sus sueños era Rumpleteazer en el musical Cats, una obra que se llevaba representando ya por 15 años en Londres. Consiguió ser seleccionada con 4 chicas más, pero desgraciadamente para ella, no pudo presentase para las audiciones ya que enfermó.

### 1994-2000: Spice Girls
La banda vendió más de 80 millones de discos y es el grupo de mujeres más famoso del mundo y el que más vendió en todos los tiempos. Su sencillo debut "Wannabe" se convirtió en el primero de nueve sencillos número uno en Reino Unido y llegó a esa misma posición en 41 países alrededor del mundo, incluyendo Australia, Canadá, y Estados Unidos. Otros lanzamientos exitosos siguieron, incluyendo "Say You'll Be There", "Wannabe", "2 Become 1", "Who Do You Think You Are" y "Mama" del disco Spice, luego "Spice Up Your Life", "Too Much", "Stop" y "Viva Forever" del álbum Spiceworld. Así mismo su siguiente disco "Forever" sigue cosechando éxitos con el tema "Goodbye", "Holler" y "Let Love Lead The Way". Su siguiente álbum "Greatest Hits" incluye el exitoso tema "Headlines (Friendship Never Ends)".
Innumerables colaboraciones musicales con otros artistas las posicionaron aún más. Además grabaron la película "Spice World The Movie", éxito inmediato en cientos de países, decenas de productos y marcas mundiales que las contrataron como rostros oficiales y se convirtieron según los expertos en un ícono pop en la historia musical alrededor del mundo.

#### Inicio de su carrera en solitario
En 1998 Chisholm realiza su primer trabajo fuera del grupo: When you're gone, sencillo en colaboración con el cantante Bryan Adams. En 1999, tras la partida de Geri Halliwell el grupo se tomó un descanso y cada una de las componentes desarrolló proyectos en solitario. Para Melanie sería la oportunidad de lanzar su primer álbum, "Northern Star".

### Northern Star(1999)
Con la intención de probar un estilo distinto al de la Sporty Spice, Chisholm decidió lanzar su primer sencillo como solista con base en la canción "Goin' Down", con un alto contenido de rock. El sencillo fue la entrada más fuerte de la semana en los UK charts, consiguiendo el puesto n° 4, y vendiendo más de 90.000 copias solo en el Reino Unido. Simultáneamente, su canción "Ga Ga" fue incluida en la película Un papá genial, protagonizada por Adam Sandler.
Con el segundo sencillo "Northern Star" (n° 4 Reino Unido), y más tarde con el lanzamiento del álbum con el mismo nombre, Chisholm lograría alcanzar mayor reconocimiento, vendiendo 4,6 millones de copias. Al día de hoy es el álbum de una Spice Girl solista con mejores ventas.
El éxito mayor llegó con el tercer sencillo, Never be the same again, con base en la canción homónima, la cual contó con la colaboración especial de la cantante del grupo TLC, Lisa Lopes. El sencillo se convirtió en el primer n.º 1 de la cantante y logró vender 400 000 copias. El segundo n.º 1 de la artista, "I Turn To You", fue lanzado en versión remix para el sencillo, y logró incluso hacer llegar a Chisholm al mercado estadounidense, haciendo a la canción entrar al n.° 1 del Billboard de música de clubes. La misma tuvo también una aparición en la película "Bend it like Beckham".
"If That Were Me" fue el quinto sencillo del álbum (n.° 18 Reino Unido), y sus ganancias fueron destinados a caridad por la cercana Navidad. Northern star fue certificado en el Reino Unido como Triple disco de platino por vender más de 1 000 000 de copias en total. También logró vender: 1 000 000 de copias en el resto de Europa, 500 000 en Asia y 40 000 en Australia, entre otros.
En 2001, Chisholm se embarca en una gira mundial, Northern star world tour, que la llevó a recorrer países como Baréin, Israel e Irlanda, entre otros.

### Reason(2003)

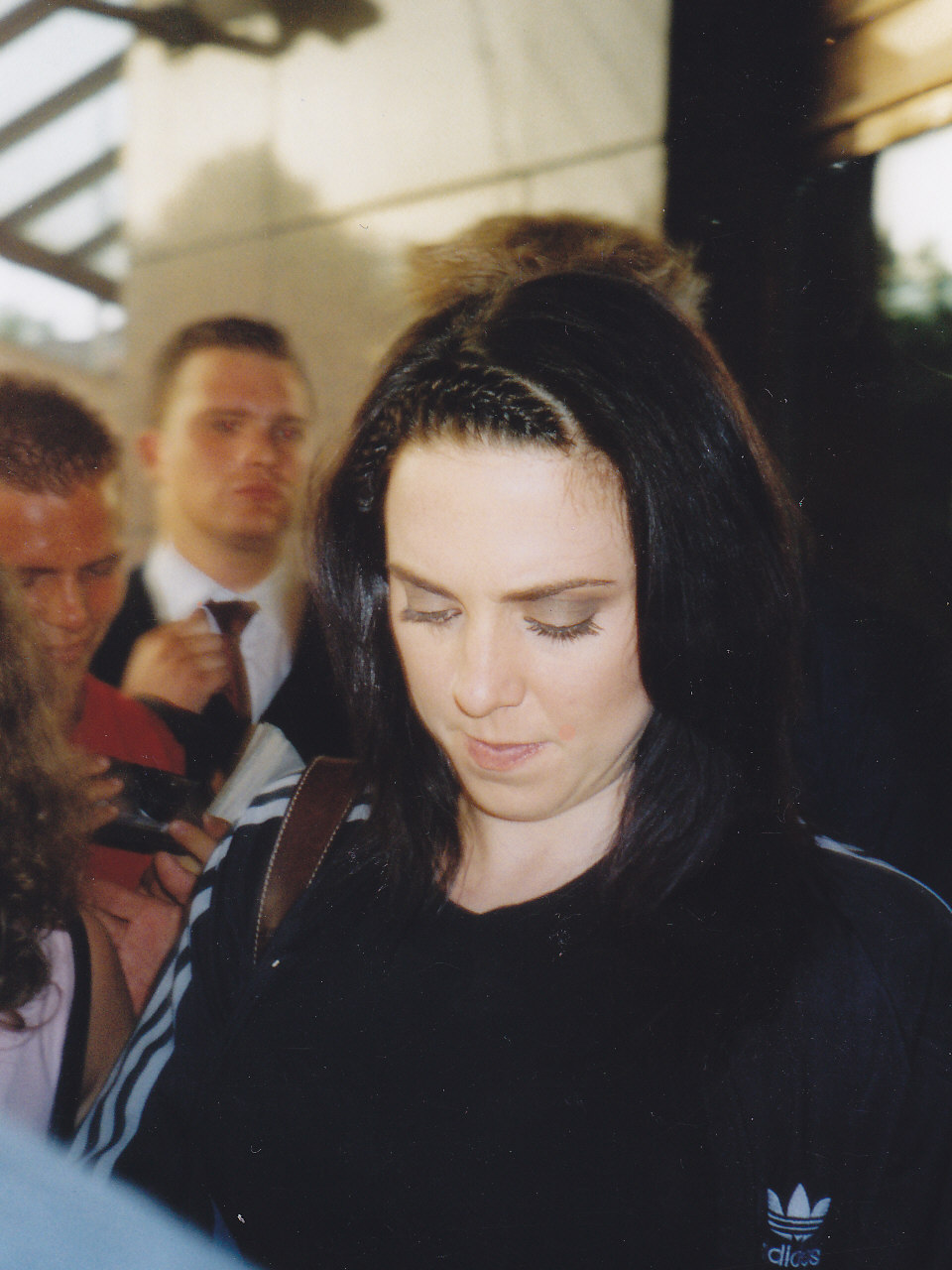
Chisholm en 2003

Tres años después del lanzamiento de Northern star, Chisholm regresaba a la escena musical en enero de 2003 presentando su nuevo sencillo "Here It Comes Again", basado en la canción del mismo nombre, y con un estilo nuevo para la artista: pop/rock.
Más tarde, en marzo, llegaría el lanzamiento de su segundo álbum de estudio: "Reason". El mismo contó con destacadas colaboraciones como Ronan Keating, Gregg Alexander (vocalista de New Radicals), Marius De Vries (productor de Madonna), David Arnold y Matt Rowe (escritor de Wannabe, el hit de las Spice Girls). Si bien no tuvo el mismo éxito que Northern star, llegó a vender medio millón de copias a nivel mundial, y se posicionó n° 5 en el Reino Unido.
El segundo sencillo del álbum fue "On The Horizon", de la cual se desprende la canción del mismo nombre, coescrita con Gregg Alexander y cuyo vídeo fue grabado en Benalmádena (Málaga). Fue seguido por el sencillo lanzado en Japón: "Let's Love", cuya canción principal fue utilizada dentro de unos comerciales para TV de la compañía Toyota.
Posteriormente Chisholm comenzó a participar en un reality show del Channel 4 llamado The game. Dentro de una prueba del programa se rompió una rodilla, por lo que el lanzamiento del que sería su cuarto sencillo, "Yeh Yeh Yeh", y del cual ya había grabado el video, tuvo que posponerse. Tras su recuperación, Chisholm decidió cambiar el proyecto de sencillo a "Melt / Yeh Yeh Yeh", incorporando la canción "Melt", siendo lanzado en varios países de Europa. Pero tras los resultados del sencillo en el Reino Unido (n° 27), Virgin decidió acabar su contrato con la artista.

#### Etapa independiente conRed Girl Records
Chisholm manifestó su descontento con el sello en su página web oficial y decidió fundar su propio sello discográfico llamado Red Girl Records, para así finalmente poder crear la música que ella quisiera sin tener que sentirse presionada por ninguna fuerza externa.

### Beautiful Intentions(2005)

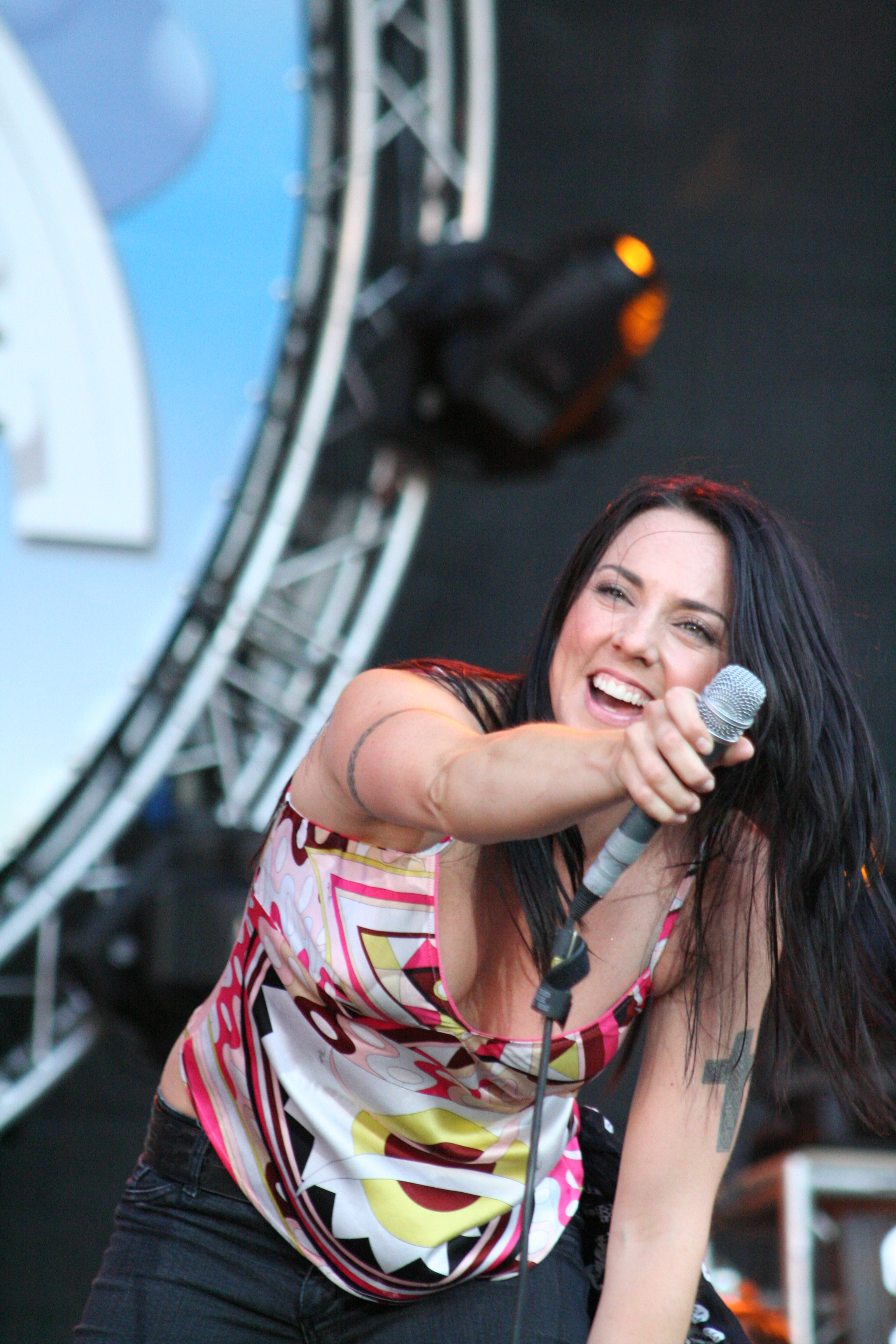
Melanie C en Alemania en 2006

Durante 2004 Chisholm estuvo dedicada a escribir y componer nuevas canciones para su tercer álbum de estudio, y ya en el 2005 la cantante había salido de gira por diversos lugares de Inglaterra para presentar a sus fanes sus nuevas canciones.
"Beautiful Intentions", el tercer álbum de estudio de la cantante, es su mejor trabajo discográfico tanto para una parte de la crítica como para ella misma. Esta vez, está mucho más centrado en el rock. A pesar de que el álbum no tuvo los resultados esperados en el Reino Unido, obtuvo un gran éxito en el resto de Europa, alcanzando incluso el n° 1 en Portugal durante nueve semanas consecutivas.
El primer sencillo promocional del álbum fue "Next Best Superstar", cuya canción homónima fue producida por Greg Haver (productor de Maniac Street Preachers), y logró alcanzar el n° 10 en el Reino Unido, siendo publicado simultáneamente en el Reino Unido, Australia y Europa, y una semana después en Asia.
El segundo sencillo, "Better Alone" no fue lanzado oficialmente al mercado, solo se lanzó vía iTunes y por la compra en línea en la página oficial de Chisholm.
Posteriormente, Chisholm grabó una nueva canción para una serie de TV alemana, First day of my life, que también fue lanzada como sencillo en países de Europa. La misma contó con las colaboraciones de Guy Chambers (productor de Robbie Williams) y Enrique Iglesias, y se convirtió en uno de los mayores éxitos en su carrera convirtiéndose en un éxito en toda Europa y alcanzando el n.º 1 en Alemania, Austria, Suiza, España y Portugal. La artista decidió sin embargo no lanzarlo como sencillo en su tierra natal. Fue nominada como Single del año en los ECHO Music Awards 2006, e incluso tuvo que reeditarse el álbum Beautiful Intentions para incluirla, lo cual aumentó considerablemente las ventas del mismo.

### This Time(2007)
Durante 2006 Chisholm enfocó la mayor parte de su tiempo en su nuevo álbum de estudio: This Time. El mismo terminó de editarse a principios de 2007.
El primer sencillo fue "The Moment You Believe", el cual fue lanzado en marzo en toda Europa, consiguiendo posicionarse en los Top 20 de Alemania, Austria y Suiza, y alcanzando el n° 1 en España. El álbum completo salió a la venta en abril de 2007 en Europa, nuevamente bajo Red Girl Records, su propio sello discográfico, y contando con las colaboraciones de Peter-John Vettese (productor de Pet Shop Boys), Guy Chambers y Cathy Dennis (cocompositora de Britney Spears). En la semana de su debut se posicionó en el n° 54 en el Reino Unido, y alcanzó el n° 8 en Suiza. Posteriormente se lanzó a la venta en el resto de Europa.
En adición, Chisholm lanzó otro sencillo, "I Want Candy", cuya canción principal fue incluida en la película homónima, y en la cual actuaron Tom Riley, Carmen Electra, Tom Burke, y MacKenzie Crook. El mismo logró posicionarse en el n° 24 del Reino Unido y en el n° 9 en Italia y Dinamarca.
Posteriormente, Chisholm lanzó su tercer sencillo del álbum, el cual llevó el nombre de "Carolyna", con base en la canción homónima. A mediados de septiembre, Chisholm anunció la salida del cuarto sencillo, "This Time".
Finalizada la gira de reunión con las Spice Girls en 2007-2008, y debido a la buena acogida de la artista, Chisholm inició una gira por Canadá en mayo de 2008, retomando la promoción de This Time y utilizando Carolyna como sencillo promocional en las radios y cadenas de TV. Debido al gran éxito alcanzado en ese país, se decidió editar un sencillo exclusivamente para el mercado canadiense. La canción "Understand" que abre el disco This Time y es una de las favoritas de los fanes de ese disco, se lanzó solo de manera digital, alcanzando de igual forma el número 1 en MuchMusic y tuvo un videoclip grabado en Toronto. Posteriormente ofreció una serie de conciertos en algunos países europeos como Suiza, Dinamarca y Reino Unido. En noviembre lanza el álbum This Time en Brasil, como resultado de un acuerdo con la discográfica LAB 344. Para anunciar el lanzamiento usa Carolyna como sencillo. El acuerdo incluye también el lanzamiento en 2010 del álbum Beautiful Intentions, a modo de preparación de cara al quinto disco.

### The Sea(2011)
Durante su período en el musical Blood Brothers, Melanie confirma que tiene en preparación un quinto álbum, y a finales de 2010 empieza a informar de los avances en las grabaciones, en las que cuenta con la colaboración de productores habituales como Adam Argyle, Ina Wrolsden y otros con los que intenta buscar un sonido dance, más cercano a su primer álbum.
Durante la grabación del álbum, Melanie lanzó a la venta uno de los temas en los que había trabajado durante las sesiones llamado "Rock Me", como parte de la promoción de la copa del mundo de fútbol femenina por parte de una cadena de TV alemana.
En los meses siguientes Melanie completaría la producción y grabación del álbum, y anunciaría los detalles del lanzamiento a través de su web oficial, incluyendo detalles del primer sencillo oficial, "Think About It".

### The NightEP (2012)
En iTunes Melanie lanza el EP electrónico "The Night", que sirve como complemento a  "The Sea", su anterior trabajo de estudio. 'The Night' contiene, tres temas electrónicos creados junto a la dj Jodie Harsh: "Set Me Free", "Sunrise" y "Walkaway". El sonido electrónico era algo que ya había probado en 2000 con "I Turn To You" uno de sus grandes éxitos en solitario.

### Stages(2012)
Después del EP The Night el mismo 2012 Melanie lanza su disco "Stages", un álbum de canciones versionadas, con el cual profundiza un estilo mucho más tranquilo y descansado con temas que logran otro camino en su música, destacando el tema "I know Him So Well" y saliendo como sencillo al mercado a dúo con su compañera de grupo Spice Girls, Emma Bunton.

### Version Of Me (2016)
El 18 de agosto de 2013 el cantautor inglés Matt Cardle compartió e hizo un dueto con Melanie con el tema "Loving You", del cual se grabaron dos versiones, la original en inglés (además del vídeo) y otra versión en español titulada "Te amo". En el año 2014 el cantautor y productor eslovaco Peter Aristone también quiso compartir con Melanie la canción "Cool As You", de la que también se grabó un vídeo. Posteriormente el 9 de julio de 2016 la artista lanza el sencillo promocional llamado "Numb" en colaboración con el grupo musical "Sons Of Sonix", como adelanto de su próximo trabajo discográfico y el que posteriormente incluyó en dicho álbum.   
El 6 de septiembre de 2016, Melanie estrenó el vídeo para "Anymore", el primer sencillo extraído desde su séptimo álbum como solista "Version Of Me" cuya fecha de lanzamiento fue el 21 de octubre. La canción recibió halagos por parte de la crítica especializada, entre los que se destacaron comentarios de la página oficial de conteos musicales en el Reino Unido Official Charts y los blogs de música Pop Justice y famousnewspop.blogspot.com.  
En su primera semana la canción contó con entrevistas y presentaciones acústicas en el canal de televisión escocés STV Glasgow y las estaciones de radio BBC Radio 2  y BBC Radio Manchester.
El segundo sencillo fue "Dear Life", canción con un trasfondo filosófico sobre la vida, seguido del tercer sencillo "Room For Love", para cuyo vídeo Melanie realizó un evento desde su web oficial que consistió en el envío de vídeos caseros por parte de sus fanes, tras una preselección incluyó dichos vídeos en el montaje final en el cual también aparecen sus compañeras de grupo Spice Girls como Geri Halliwell, Emma Bunton y Victoria Beckham, además de otra artista y amiga invitada para la filmación del vídeo como la cantante australiana Natalie Imbruglia. El quinto y último sencillo fue "Hold On" un tema a dúo con el cantante británico Alex Francis, el álbum "Version Of Me" fue reeditado para incluir este último sencillo.
Melanie confirmó en la edición de septiembre de 2016 de la revista LOVE, que no hará parte del regreso musical de las Spice Girls, que preparan sus compañeras Geri, Emma y Mel B.
Melanie C (2020)
El 6 de noviembre de 2019 Melanie lanza el videoclip "High Heels" en colaboración con "Sink The Pink" con el cual se embarcó en una gira durante el verano para celebrar  el día del orgullo en ciudades como Brasil, Santiago, Nueva York, Berlín, Ámsterdam, Madrid o Londres. 
Tras finalizar la gira con "Sink The Pink", El 19 de marzo de 2020 Chisholm lanza "Who I Am", primer sencillo y adelanto de su próximo álbum de estudio, tema que es muy personal para ella, ya que refleja las diferentes identidades y looks que ha tenido como artista, los cuales pueden verse en el vídeo, y cuyas vivencias durante toda su carrera la han convertido en la mujer que es hoy.
En los meses posteriores al lanzamiento de dicho tema, decide lanzar su segundo, tercer y cuarto sencillo llamados "Blame It On Me", "In & Out Of Love" y "Fearless" respectivamente, este último en colaboración con la rapera y compositora británica Nadia Rose, y con ello hacerle la espera más corta a sus seguidores hasta la salida del álbum.
El 2 de octubre Melanie C lanzó su octavo trabajo discográfico, cuyo título homónimo dejó patente en el mismo, con un estilo algo más bailable en comparación con su anterior trabajo, pero manteniendo al mismo tiempo una mezcla similar con "Version Of Me", entre pop y melodías con un toque alternativo.
El 7 de enero de 2021 la artista lanzó su quinto sencillo llamado "Into You", el cual junto a "Self Love" y "Touch Me" es uno de los tres temas exclusivos incluidos en la edición deluxe de su último álbum de estudio.

### El regreso con las Spice Girls 2007-2008
El 28 de junio de 2007 los rumores se vuelven realidad, las 5 componentes del grupo Spice Girls se vuelven a reunir, convocan una conferencia de prensa y anuncian una gira a nivel mundial ya que dicen que es necesario hacer «una despedida y cierre de un ciclo, como se merecen todos nuestros fans». Este regreso acerca de nuevo a las cinco integrantes en lo personal, donde la prensa especializada lo destaca como un reconocimiento a la influencia del grupo en la música y la cultura popular en la historia musical alrededor del mundo, sumado al arrasador éxito en ventas agotadas en todos sus más de 40 conciertos en varios países. El regreso de las chicas como quinteto logran que sus conciertos logren récord de ventas totales en menos de 38 segundos. El regreso de las Spice Girls provoca portadas de varios Periódicos y Revistas alrededor del mundo donde varias marcas nuevamente las llaman para ser rostros publicitarios, entre ellas la gigantezca TESCO. Las Spice Girls nuevamente recurren a sus populares nicknames que las caracterizaron a fines de los 90 y comienzos del 2000; y así como Baby, Scary, Sporty, Ginger y Posh regresan triunfantes, con una mirada mucho más glamorosa y actualizada. Varios críticos especializados agradecen este regreso y lo destacan como uno de los más esperados en la historia musical, subrayando que nuevas generaciones tienen la oportunidad de vivir el fenómeno "SPICE" en el siglo XXI.

### Con las Spice Girls en los Juegos Olímpicos de Londres 2012
Después de semanas de hermetismo y bajo estrictas medidas de seguridad ante el show que presentarían, portadas de periódicos y revistas de varios países las confirmaban luego que se filtraran fotos de los ensayos de su esperada participación. Las Spice Girls se presentaron en la clausura de los Juegos Olímpicos de Londres 2012 con un medley entre la canción "Wannabe" y "Spice Up Your Life". Exactamente tres segundos demoraron las 80 mil personas del coliseo en reconocer que eran las Spice Girls al sonar el beat de sus temas, el público ovacionó su aparición. Ante los 4000 millones de personas en todo el mundo, que en ese momento miraban la ceremonia, observaron que las Spice Girls siguen vigentes a más de quince años de su debut. Llegando en los típicos taxis londinenses, cada vehículo tenía en luces led, sus estampas destacando las identidades de cada una. Las ventas de su disco "Greatest Hits" y "Spice" vuelven a entrar a los rankings mundiales, subieron al N.º 7 en los Charts y Rankings respectivamente, mientras que en ITunes entran entre los 10 discos más vendidos, así mismo en Estados Unidos suben con el Greatest Hits después de 5 años lanzado el disco al puesto N°32. Portadas de varios países del mundo destacan entre los hitos y lo mejor del show en los JJ. OO. 2012 la actuación de las Spice Girls. Las chicas en Twitter lograron ser Trending Topic luego de su participación, llegando a 116 000 tuits por minuto, siendo lo más comentado de los Juegos Olímpicos Londres 2012, seguido lejos por el medallista Bolt con 80 000. Esto dio inicio a una campaña multitudinaria para que realicen una nueva gira mundial. En Access Hollywood destacado medio mundial de espectáculos, se adjudicaron con más del 90 % en votaciones, como la mejor actuación de todos los artistas en la clausura de los Juegos Olímpicos, superando a Muse, One Direction, Queen, Jessie J, Russell Brand, The Who y Annie Lennox. Londres 2012 desató una verdadera histeria colectiva entre sus fanáticos a nivel mundial. Mel B, Mel C, Geri Halliwell, Victoria Bechkam y Emma Bunton lograron revivir el Girl Power británico.

## Viva Forever, The Musical
Las Spice Girls en conferencia de prensa han presentado lo que será su primer musical basado en sus canciones: un relato sobre la fama y la amistad. El musical con fecha de estreno el 27 de noviembre de 2012, subiendo el telón oficialmente el 11 de diciembre en el Teatro Piccadilly de Londres.
Las Spice Girls dijeron que estaban encantadas con el espectáculo, producido por Judy Craymer, la creadora del exitoso musical de ABBA "Mamma Mia".
"Es mejor de lo que hayamos podido imaginar", dijo Melanie C "Sporty Spice" Chisholm del show, escrito por la comediante Jennifer Saunders, cocreadora de la serie cómica de TV "Absolutely Fabulous" y "French & Saunders".
"Nuestro musical Viva Forever es sobre tener niños, familia, alegría y diversión, y es eso lo que tenemos ahora en común, ser madres", señaló Geri Halliwell, la Ginger Spice.

### Embarazo y proyectos paralelos (2008-2011)
Melanie, con un avanzado embarazo, participó en un concierto y en la grabación de un DVD en el Hard Rock Café con fines benéficos, como también en eventos privados, tocatas y un concierto de Bryan Adams.
Según su página web, durante el embarazo se encontraba trabajando también en lo que será su quinto disco. Sin embargo, después del nacimiento de su hija, Melanie confirmó un alejamiento temporal de la música.
A través de su página web, Melanie C, dio a conocer la noticia con un breve comunicado, en el que dijo que tanto ella como su primogénita se encuentran bien
La pequeña Scarlet Starr Chisholm nació el domingo 22 de febrero de 2009 a las 16:10 horas, con un peso de 3.6 kilogramos, fruto de la relación de la cantante con su actual pareja Thomas Starr.
Melanie aún sigue preocupándose 100 % de su hija Scarlet, pero sin dejar de lado su vida musical ya que dentro de su lejanía está preparando lo que será su quinto álbum del cual no se ha sabido nada.
Aunque la grabación de un quinto disco aun este por determinar, el 21 de mayo confirma desde su web oficial el lanzamiento de un DVD con el concierto que dio en 2008 en el Hard Rock Cafe de Mánchester, y con el que contribuye a la fundación Caron Keating, y en el que incluye las canciones inéditas "Blue Skies All the Way" y "Paris Burning". El DVD se agotó antes de salir a la venta, por lo que se editaron 500 copias adicionales para cubrir la demanda.
En octubre se une a la obra de teatro musical Blood Brothers, representada en el West End de Londres y en la que interpreta el papel de Mrs Johnstone. Su relación con la obra sólo será temporal, ya que planea volver al estudio para grabar el quinto disco en 2010.

### Spice Girls Aniversario 20 años
El 8 de julio de 2016, las Spice Girls celebraron 20 años desde el lanzamiento a la fama con el primer sencillo, de varios éxitos en su carrera grupal, con el sencillo "Wannabe". En 2016 las integrantes tuvieron intenciones de reunirse nuevamente como en 2007/2008 y 2012 lo hicieran en exitosos reencuentros, pero no se llegó a algún acuerdo. A comienzos de 2017 varias de sus integrantes han estimado la opción de reunirse, pero siempre y cuando las 5 acepten.
Finalmente, en 2019 realizaron una gira de seis conciertos por el Reino Unido sin Victoria Beckham. La gira Spice World Tour comenzó el 1 de junio en Mánchester y siguió por Coventry, Sunderland, Edinburgh y Bristol hasta culminar en Londres.

## Vida privada
En agosto de 2008 Chisholm confirmó estar embarazada de su primer hijo, cuyo padre es Thomas Starr, su pareja desde 2002. El 22 de febrero de 2009, Mel dio a luz a su primera hija, Scarlet, en Londres.
En verano de 2012, Melanie anunció su ruptura con Starr. 

## Discografía

### Álbumes
- Northern Star (1999) (+4 000 000 copias)
- Reason (2003) (+500 000 copias)
- Beautiful Intentions (2005) (+1 500 000 copias)
- This Time (2007) (+300 000 copias)
- The Sea (2011)
- Stages (2012)
- Version of Me (2016)
- Melanie C (2020)

### EP
- The Night (2012) (Solo Para Itunes)

### Sencillos
- When You're Gone (con Bryan Adams) (1998)

- De Northern Star:
  - Goin' Down (1999) (#4 UK Singles Chart)
  - Northern Star (1999)(#4 UK Singles Chart)
  - Never be the same again (2000) (#1 UK Singles Chart)
  - I turn to you (canción de Melanie Chisholm) (2000) (#1 UK Singles Chart)
  - If That Were Me (2000) (#18 UK Singles Chart)

- De Reason:
  - Here It Comes Again (2003) (#7 UK Singles Chart)
  - On The Horizon (2003) (#14 UK Singles Chart)
  - Let's Love (2003)
  - Melt / Yeh Yeh Yeh (2003) (#27 UK Singles Chart)

- De Beautiful Intentions:
  - Next Best Superstar (2005) (#10 UK Singles Chart)
  - Better Alone (2005)
  - First day of my life (2006)(#1 German Singles Chart)

- De This Time:
  - The Moment You Believe (2007)(#1 Spanish Singles Chart)
  - I Want Candy (2007)(#24 Uk Singles Chart)
  - Carolyna (2007)(#49 Uk Singles Chart)
  - This Time (2007)(#94 Uk Singles Chart)
  - Understand (2008)(#1 Canada MuchMusic chart)

- De The Sea:
  - Rock Me (2011)
  - Think About It (2011)
  - Weak (2011)
  - Let There Be Love (2011)

- De Stages
  - I Know Him So Well (con Emma Bunton) (2012)
- Colaboraciones:
  - Loving You (con Matt Cardle) (2013) (#14 UK Singles Chart)
  - Cool As You (con Peter Aristone) (2014)
  - High Heels (con Sink The Pink) (2019)
- De Version Of Me:
  - Numb (2016)
  - Anymore (2016)
  - Dear life (2017)
  - Room For Love (2017)
  - Hold On (con Alex Francis) (2017)

- De Melanie C    (#8 UK)
  - Who I Am (2020)
  - Blame It On Me (2020)
  - In & Out Of Love (2020)
  - Fearless (con Nadia Rose) (2020)
  - Into You (2021)

### DVD
- Live hits (2006)
- Live at the Hard Rock Cafe (2009)
- The Sea live (2012)

## Giras
- From Liverpool to Leicester square (1999)
- Northern star european tour (2000/2001)
- Northern star world tour (2001)
- Reason UK & Ireland/Germany tour (2003)
- The Barfly tour (2004)
- Beautiful intentions live tour (2005/2006)
- This time Canadian tour (2008)
- The Sea Live tour (2011 & 2012)